# Amerila bauri
Espèce
Amerila bauri est une espèce africaine de lépidoptères (papillons) de la famille des Erebidae et de la sous-famille des Arctiinae.

## Répartition
Ce papillon est présent en Afrique australe, notamment en Afrique du Sud,,, en Eswatini, au Mozambique, au Zimbabwe et en Namibie.

## Description

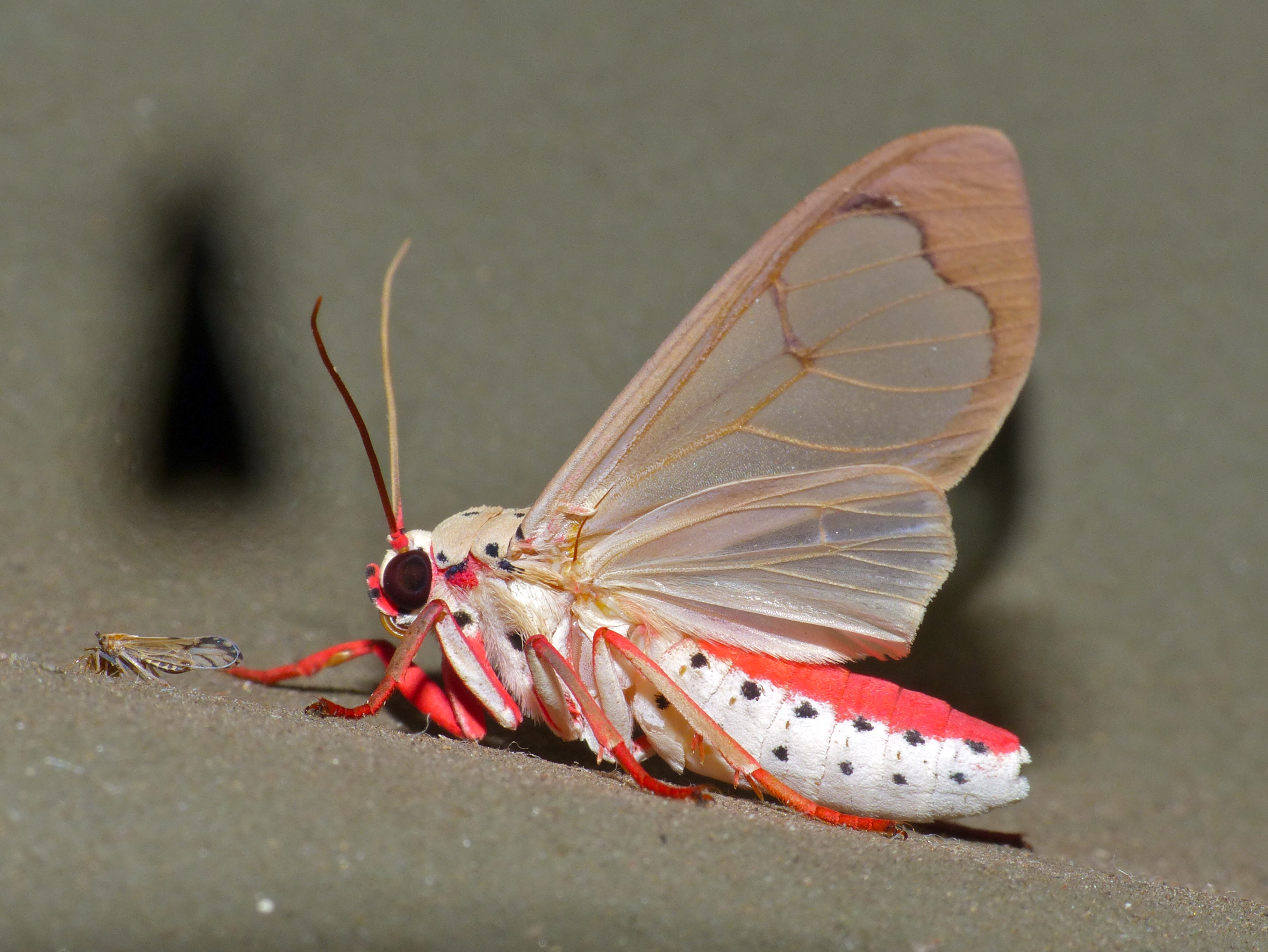
Imago, vue latérale (Parc national Kruger, Afrique du Sud).

### Papillon
L'imago d’Amerila bauri mesure de 58 à 65 mm avec des ailes antérieures de 27 à 30 mm,. Le mâle et la femelle sont semblables.
La tête, le thorax, la base de l'abdomen et de sa partie antérieure sont jaune brunâtre à ocre pâle ou jaune ocre. La base des antennes est vermillon avec une fine tache noire. Le dos et les côtés des palpes sont rouge carmin brillant avec une tache noire sur l'extérieur de la base. Le centre et l'extrémité sont à moitié noirs. Un point noir est présent au milieu du front et de la crête. Le collier arbore des points semblables sur les coins avant. Six de ces points sont présents sur le bord antérieur du thorax avec un point de chaque côté de l'épaule. Les points les plus externes ne sont pas visibles de dessus. En avant du milieu du bord postérieur du thorax, quatre de ces points forment un carré.
L'abdomen est dorsalement rouge rosâtre à rose, ventralement ocre pâle, et sans organes androconiaux visibles. L'abdomen, à l'exception de la base rouge carmin clair, présente sur les côtés une série de points noirs et oblongs.
Les ailes antérieures sont brun clair à ocre pâle avec deux points noirs successifs à la base. La zone apicale de la partie antérieure est plus sombre et avec un groupe de quatre cellules hyalines avant celle-ci positionnées sous la nervure 5 et faisant saillie vers l'extérieur. Les nervures et le bord extérieur de la zone hyaline sont partiellement tapissées d'écailles plus foncées. Les ailes postérieures sont brun pâle à ocre brunâtre et à moitié translucides mat. Le pourtour de toutes les ailes est plus densément jaunâtre.
La face externe des fémurs et des tibias est ocre pâle. La face interne des fémurs, des tibias et des tarses est rouge à rose. Les tegulae présentent une tache noire à leur base,.

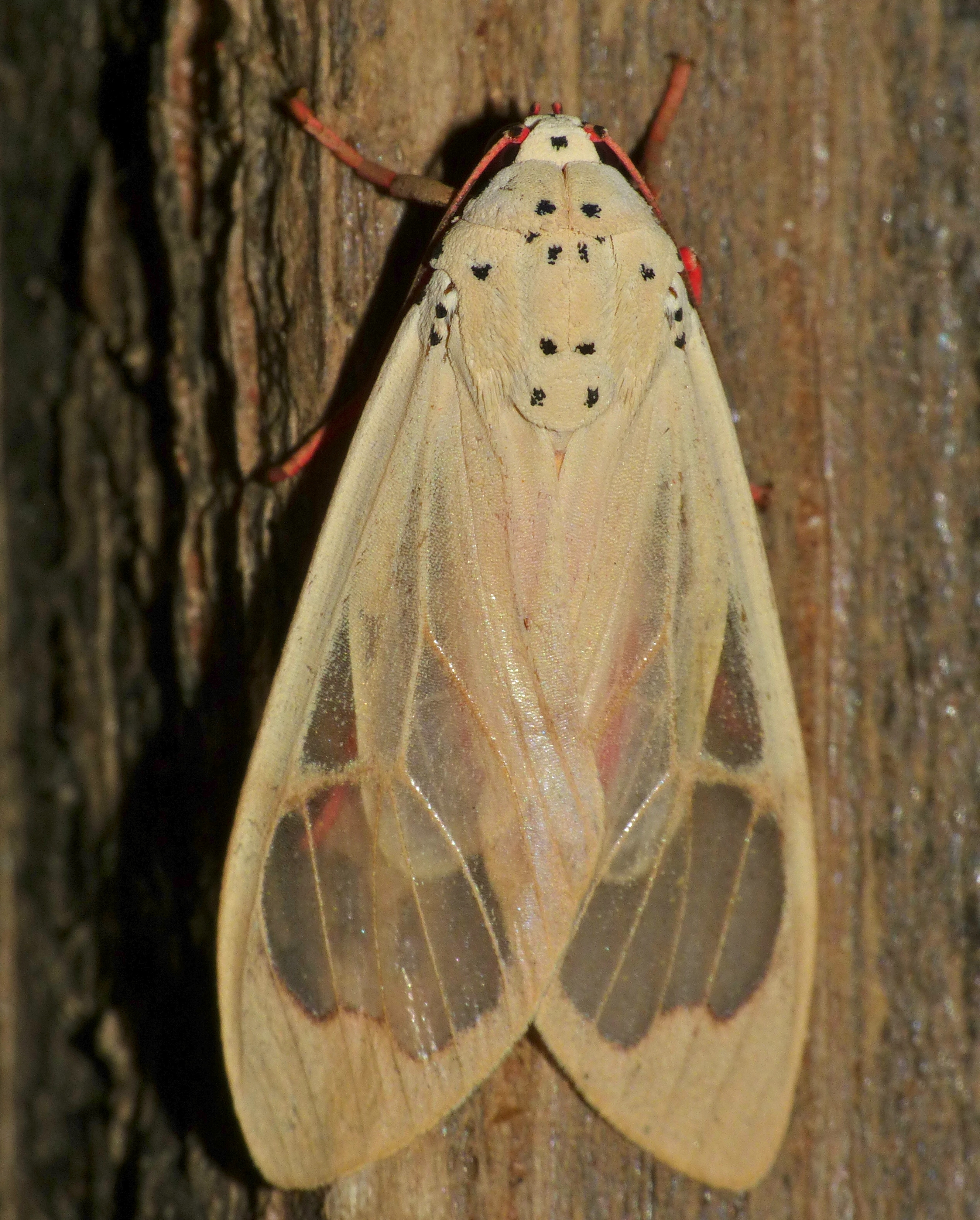
Imago, vue dorsale (Afrique du Sud).

#### Organes génitaux mâle
L'uncus est petit et forme un triangle large avec la pointe en arrière. Les valvae sont grandes, de forme ovale distalement arrondie. La surface externe porte un long coremata tubulaire, poilu et extractible. La courte protubérance sclérotisée interne est fortement courbée près de sa base et davantage courbée distalement le long du côté externe finement dentelé. Elle est pointue apicalement. La vesica est distale avec deux grands cornuti droits et parallèles de longueur inégale fusionnés à leur base et plusieurs très petites épines sur une courte projection papillée.

### Chenille
La tête et le corps de la chenille sont vert pâle. La tête présente, sur fond rouge cramoisi, une tache noire de taille moyenne au sommet de chaque œil. Le corps est saupoudré de minuscules taches jaunes sur la région dorsale. Il arbore une paire de taches pourpres sous-dorsales sur les 4e et 11e somites ainsi qu'une marque en forme de V, pourpre et noire, pointant vers l'arrière et entourant une zone vert pâle jaunâtre sur les 7e et 9e somites. Une ligne latérale jaune allant du 4e somite à l'extrémité anale est également présente. Les spiracles sont rouge cramoisi et les pattes ainsi que les pinces sont vertes.

### Chrysalide
La chrysalide est brune recouverte d'une efflorescence blanche semblable à celle de certaines espèces d'Hesperiidae. Elle se forme entre les feuilles à la surface du sol dans une toile légère.

## Alimentation
La chenille d'Amerila bauri se nourrit de plantes du genre Syzygium,.
L'imago, avec sa trompe d'environ 10 mm, pollinise l'orchidée Mystacidium pusillum.

## Systématique

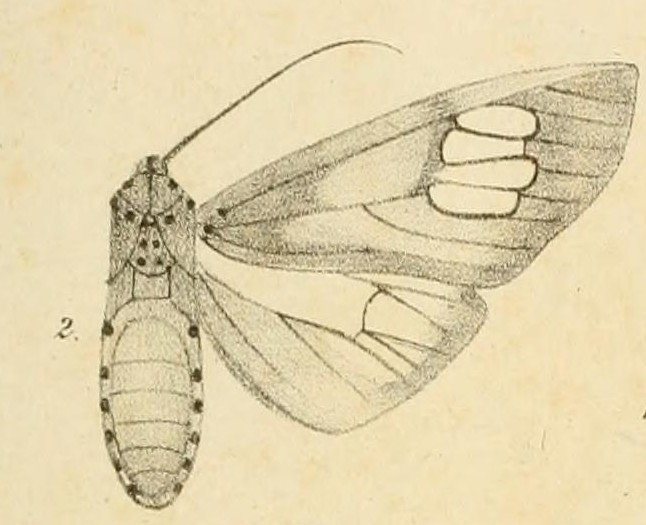
Planche originale.

L'espèce Amerila bauri a été décrite par l'entomologiste allemand Heinrich Benno Möschler en 1884. Elle a été nommée en l'honneur de M. Baur, ancien missionnaire à Baziya (Afrique du Sud), qui a fourni à Heinrich Benno Möschler une femelle de l'espèce.

### Synonymes
- Rhodogastria bauri (Möschler, 1884)[3]
- Amastus gilvus Köhler, 1924 (erreur)[8]

### Espèces proches
Amerila bauri est similaire à Amerila affinis (Rothschild, 1910) et à Amerila vitrea Plötz, 1880.

### Publication originale
- (de) H. B. Möschler, « Beiträge zur Schmetterlings-Fauna des Kaffernlandes », Verhandlungen Zoologisch-Botanischen Gesellschaft in Wien, vol. 33,‎ 1884, p. 289 (ISSN 0084-5647, OCLC 01696071, DOI 10.5962/BHL.PART.25326)., pl. 16.